# The Allman Brothers Band
The Allman Brothers Band was een invloedrijke Amerikaanse Southern rock- en bluesband uit Macon (Georgia), in eerste instantie rond de broers Duane en Gregg Allman. Met hun mix van blues, country, rock en zelfs jazz en klassieke muziek groeide The Allman Brothers Band uit tot een van de belangrijkere rockbands van de jaren zeventig van de 20e eeuw.

## Biografie

### Het begin
De band werd in 1969 opgericht in Macon (Georgia) door Duane Allman (gitaar), Gregg Allman (vocalen en orgel), Dickey Betts (gitaar), Berry Oakley (basgitaar), Butch Trucks (drums) en Jai Johanny "Jaimoe" Johanson (drums). Duane en Gregg hadden daarvoor gespeeld in een garageband, The Escorts (later Allman Joys), in The Hour Glass en korte tijd in de psychedelische-rockgroep The 31st of February. The Hour Glass bracht twee geflopte albums uit bij Liberty Records. Hierna bouwde Duane Allman een reputatie op als sessiemuzikant. Hij speelde onder andere op het bekende nummer Layla van Derek and the Dominos (samen met Eric Clapton) en met andere artiesten, zoals Boz Scaggs, Aretha Franklin, Wilson Picket, Percy Sledge, Laura Nyro en Delaney & Bonnie. In 1969 verzamelde hij een groep mensen om zich heen waarmee hij The Allman Brothers Band vormde. De band tekende een contract bij Capricorn Records.
De nieuwe band gaf eerst vele optredens, voordat een LP werd uitgebracht. Het debuutalbum, The Allman Brothers Band, werd een stevig bluesrock-album. Het was geen groot commercieel succes, maar maakte wel indruk op de critici en leverde de band een cultstatus op. Het tweede album, Idlewild South uit 1970, is geproduceerd door Tom Dowd. Het album werd een groot succes. Ook optredens begonnen meer mensen te trekken, doordat de band een reputatie kreeg met het bijzondere complexe, maar coherente samenspel en de lange jamsessies. 
In maart 1971 speelde de band enkele malen in de Fillmore East, een beroemde concertzaal in New York, waar onder meer livealbums zijn opgenomen door Joe Cocker, The Who, Miles Davis, Grateful Dead, Jimi Hendrix en vele anderen. De optredens van The Allman Brothers in deze zaal staan op hun derde album, de dubbel-LP Allman Brothers at Fillmore East. Het album werd een doorslaand succes en groeide uit tot een klassieker, die wordt beschouwd als een van de beste live- en bluesrock-albums aller tijden.

### Tragedies en successen
Op 29 oktober 1971, niet lang nadat At Fillmore East de gouden status had verworven, kwam Duane Allman bij een motorongeluk om het leven. Ondanks het verlies van de frontman besloot de band door te gaan en de opnames van het vierde album af te maken. De band ging verder met een gitarist in plaats van twee. Dickey Betts nam de rol van Duane over op Eat a Peach. Na enkele optredens als vijfkoppige band werd er besloten weer een zesde lid en een nieuwe muzikant toe te voegen aan de band. Dat werd pianist Chuck Leavell.
In november 1972 kwam ook Berry Oakley om na een motorongeluk, niet ver van de plek waar eerder Duane Allman was omgekomen. Oakley werd vervangen door Lamar Williams. In 1973 kwam het nieuwe album uit, het toegankelijke Brothers and Sisters. Op dit album veranderde de muziekstijl meer richting de countryrock. Dit had twee oorzaken: anders dan de vorige drie albums werd dit album niet geproduceerd door bluesrock-producer Tom Dowd, maar door Johnny Sandlin - en Dickey Betts kreeg, als enige gitarist in de band, meer invloed op de muziek; hij ontwikkelde zich tot de tekstschrijver en nam op enkele songs (onder andere op het op single uitgebrachte "Ramblin' Man") de leadzang voor zijn rekening. 
Op Brothers and Sisters staan twee van de bekendste nummers van The Allman Brothers Band, het instrumentale "Jessica" en de grote hit "Ramblin' Man". Op dat moment was de band qua populariteit op zijn hoogtepunt. Door het succes van de Allman Brothers Band trokken andere labels ook southern rock-acts aan. Een van de bekendste groepen die op deze manier van het succes van The Allman Brothers Band profiteerde, was Lynyrd Skynyrd. Ook de met drie sologitaristen en een dubbele drummer opererende country-rockformatie The Outlaws, net als Lynyrd Skynyrd afkomstig uit Florida, kwam in de 'zuidelijke' muziekgolf van die dagen bovendrijven.

### Wrijvingen
In 1974 kwamen er problemen in de band. Gregg Allman en Dickey Betts begonnen beiden een solocarrière, Allman kwam in de publiciteit door een huwelijk met Cher en overmatig alcohol- en drugsgebruik zorgden voor wrijvingen binnen de band. Dit resulteerde in het onevenwichtige Win, Lose or Draw (1975).
In 1976 viel de band uit elkaar, toen Gregg Allman werd opgepakt voor meerdere drugs-gerelateerde misdrijven en getuigde tegen een vriend en medewerker van de band. Leavell, Johanson en Williams vormden samen de band Sea Level en Betts ging verder met zijn solocarrière. Capricorn bracht hierna enkele albums uit met nog niet eerder uitgebracht materiaal en live-opnames, waaronder Wipe the Windows, Check the Oil, Dollar Gas.
In 1978 kwam de band (behalve Leavell en Williams) weer bij elkaar om het zesde album Enlightened Rogues op te nemen. Het album werd weer geproduceerd door Tom Dowd. Ook waren er twee nieuwe leden aangetrokken, tweede gitarist Dan Toler en bassist David Goldflies. Ondanks dat het een goed album was, was het succes minder, doordat de populariteit van de band gezakt was, mede door de opkomst van nieuwe muziekstijlen als punk en disco die de muziekindustrie gingen overheersen. 
In 1979 ging Capricorn Records failliet en werd overgenomen door PolyGram, waarna The Allman Brothers Band een contract tekende bij Arista. De hieropvolgende albums Reach for the Sky (1980) en Brothers of the Road (1981) werden slecht ontvangen. Het ontslag van Jaimoe Johanson, begin jaren tachtig, leidde uiteindelijk tot het uiteenvallen van de band in 1982.

### Terugkeer
Pas in 1989 kwam de groep weer bij elkaar, mede door het succes van een uit vier cd's bestaand compilatiealbum, uitgebracht door PolyGram. De band was niet compleet: Leavell was op tournee met de Rolling Stones en Williams was in 1983 gestorven aan kanker. De band werd aangevuld met gitarist Warren Haynes en bassist Allen Woody. De groep sloot een contract met Epic Records en bracht in 1990 haar elfde album Seven Turns uit, dat zeer goed werd ontvangen bij critici en hun bestverkopende album in jaren werd. De daaropvolgende vijf albums (waaronder drie live CD's) voor Epic Records konden echter geen groot publiek meer trekken, ondanks goede kritieken. In de jaren 90 worden bovendien nog twee live dubbel-cd's van concerten van de oorspronkelijke bezetting uitgebracht, Live at Ludlow Garage (een concert uit 1970) en de volledige Fillmore East concerten uit 1971. 
The Allman Brothers Band trokken met hun concerten nog wel altijd volle zalen. In augustus 1994 trad de band op bij Woodstock 1994, ter gelegenheid van de 25ste verjaardag van Woodstock. In 1995 werden ze opgenomen in de Rock and Roll Hall of Fame en in 1998 in de Georgia Music Hall of Fame. In 1995 kregen ze ook een Grammy Award voor Best Instrumental Performance voor hun nummer "Jessica", een compositie van Dickey Betts. Sinds 1994 spelen Haynes en Woody ook in de southern rockband Gov't Mule. Na eerdere tijdelijke break-ups, kwam het in 1999 tot een definitieve breuk met Dickey Betts. De nieuwe gitarist werd de jonge en talentvolle Derek Trucks, een neef van drummer Butch Trucks. In 2000 overleed Allen Woody en werd Oteil Burbridge aangetrokken als bassist.
Op 28 oktober 2014 speelden The Allman Brothers Band hun allerlaatste show in het Beacon Theatre in New York, waarna ze het definitief voor gezien hielden.
Op 24 januari 2017 ontnam drummer en medeoprichter Butch Trucks zichzelf het leven, op 69-jarige leeftijd. Op 27 mei 2017 overleed Gregg Allman, eveneens op 69-jarige leeftijd.
Dickey Betts overleed op 18 april 2024 op 80-jarige leeftijd aan kanker en een chronische obstructieve longziekte.

### Film
In 2000 kwam de film Almost Famous uit, geregisseerd door Cameron Crowe. Het Oscarwinnend script was gebaseerd op de belevenissen van de regisseur zelf, die als jongste verslaggever van het Amerikaanse blad Rolling Stone op tournee ging met the Allman Brothers. In de film heet de band Stillwater.

## Discografie
- The Allman Brothers Band (1969)
- Idlewild South (1970)
- At Fillmore East (livealbum, 1971)
- Eat a Peach (1972)
- Brothers and Sisters (1973)
- Win, Lose or Draw (1975)
- Wipe the Windows, Check the Oil, Dollar Gas (live, 1976)
- Enlightened Rogues (1979)
- Reach for the Sky (1980)
- Brothers of the Road (1981)
- Seven Turns (1990)
- Shades of Two Worlds (1991)
- Live at Ludlow Garage: 1970 (1991)
- An Evening With the Allman Brothers Band: First Set (live, 1992)
- The Fillmore Concerts (1993)
- Where It All Begins (1994)
- An Evening With the Allman Brothers Band: 2nd Set (live, 1995)
- Peakin' at the Beacon (live, 2000)
- Live at the Atlanta International Festival 3 & 5 july 1970 (2003)
- Hittin' the Note (2003)
- One Way Out (live, 2004)
- Unplugged and the Gregg Allman Band, Live 1987 (2017)

### Compilaties
- Beginnings (een compilatie uit de eerste twee albums, (1973)
- The Road Groes On Forever, A Collection Of Thein Greatest Recordings. (Dubbel LP) (1975)
- Dreams (boxset), (1989)
- Decade Of Hits 1969 - 1979 (1991)
- Hell & High Water: Best Of The Arista Years (1994)
- Legendary Hits (1995)
- Mycology: An Anthology (1998)
- Still Rockin` (2000)
- Stand Back: The Anthology (2004)
- The Essential Allman Brothers Band: The Epic Years (2004)

### Dvd's
| Dvd's met hitnoteringen in de Nederlandse Music Top 30 | Datum van verschijnen | Datum van binnenkomst | Hoogste positie | Aantal weken | Opmerkingen |
| ------------------------------------------------------ | --------------------- | --------------------- | --------------- | ------------ | ----------- |
| Live in Germany 1991                                   | 2011                  | 30-04-2011            | 25              | 1            |             |
| The 1971 fillmore east recordings                      | 2014                  | 09-08-2014            | 30              | 1            |             |

### NPO Radio 2 Top 2000
| Nummers met noteringen in de NPO Radio 2 Top 2000 | '99 | '00 | '01 | '02 | '03  | '04 | '05  | '06  | '07 | '08  | '09  | '10  | '11  | '12  | '13 | '14  | '15  | '16  | '17  |
| ------------------------------------------------- | --- | --- | --- | --- | ---- | --- | ---- | ---- | --- | ---- | ---- | ---- | ---- | ---- | --- | ---- | ---- | ---- | ---- |
| Jessica                                           | 394 | 439 | 274 | 312 | 187  | 407 | 353  | 408  | 304 | 326  | 615  | 581  | 762  | 955  | 952 | 1186 | 1292 | 1369 | 1536 |
| Ramblin' Man                                      | 819 | -   | 974 | 932 | 1027 | 947 | 1066 | 1355 | 967 | 1081 | 1795 | 1328 | 1632 | 1952 | -   | -    | -    | -    | -    |

1. ↑  Een '-' betekent dat het nummer niet was genoteerd en een vetgedrukt getal geeft de hoogste notering van een nummer aan.
2. ↑  Deze tabel is bijgewerkt tot en met de laatste editie (2024).

## Op televisie en in films
- Het nummer Jessica van The Allman Brothers Band wordt in het populaire Britse autoprogramma Top Gear en Top Gear in het nieuwe format gebruikt als openingstune.